# Lonchophylla peracchii
Lonchophylla peracchii — вид родини листконосові (Phyllostomidae), ссавець ряду лиликоподібні (Vespertilioniformes, seu Chiroptera).

## Етимологія
Названий на честь д-ра Адріано Лусіо Перачі (Adriano Lúcio Peracchi), хто вперше поставив під сумнів відмінний таксономічний статус популяцій атлантичного лісу L. bokermanni. Ми раді присвятити цей новий вид до нього через його видатний внесок у бразильську чіроптерологію й акарологію.

## Опис
Кажана малих розмірів, з довжиною передпліччя між 34,5 і 36,9 мм.
Шерсть довга й шовковиста. Спинна частина бура, а черевна частина світліша. Морда довга. Вуха короткі, трикутні. Крилові мембрани коричневі. Хвіст короткий.

## Середовище проживання
Цей вид відомий тільки в південно-східних бразильських штатах Сан-Паулу, Еспіріту-Санту і Ріо-де-Жанейро. Він живе в Атлантичному лісі.

## Звички
Харчується нектаром і пилком. Самиці в просунутій стадії вагітності були захоплені в грудні в штаті Ріо-де-Жанейро.